# Corteza continental

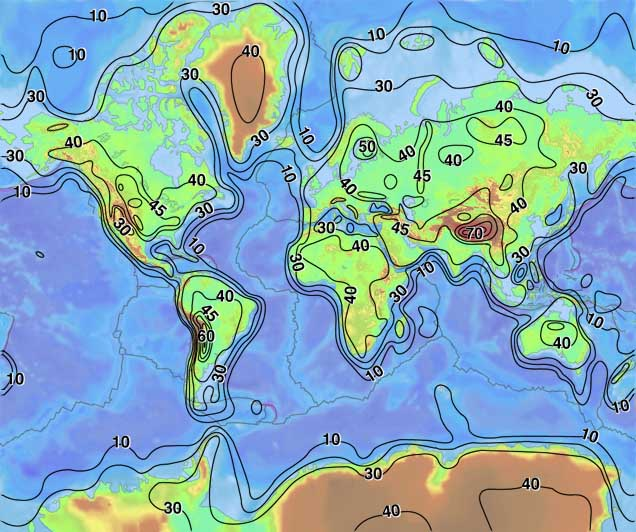
Grosor de la corteza continental en kilómetros.

La corteza continental es uno de los dos tipos de corteza en la Tierra, siendo el otro la corteza oceánica. Los continentes y sus plataformas continentales están compuestos de corteza continental.
La corteza continental tiene un grosor promedio de 35 km, en cambio la corteza oceánica suele tener de 8 a 10 km de espesor. En zonas de orogenia la corteza continental puede alcanzar 60 a 70 km; actualmente su espesor máximo es de 75 km bajo la cordillera del Himalaya.
La corteza continental inferior se conoce menos que la sección superior. La corteza continental inferior es más densa que la corteza continental superior. Se considera que al menos un componente de la corteza continental inferior puede ser la granulita.